# 天安门诗抄

人民文学出版社出版的《天安门诗抄》

《天安门诗抄》是1976年清明节时期四五天安门事件前后纪念中国国务院总理周恩来并且抨击四人帮的文章和诗词的合集。当时北京各工矿企业、机关、学校的群众自发组织起来到天安门广场人民英雄纪念碑前向总理敬献花圈，写下的诗歌由于四人帮的控制不能得到出版，遂形成抄录本。

## 出版过的版本
这些抄录本中，有些后来得以出版，其中著名的有：

### 《天安门诗抄》
1978年，北京第二外国语学院一个16人组成的小组以“童怀周”的笔名将有关的抄本加以编辑整理，编成《天安门诗抄》一书，由人民文学出版社出版。全书分为三辑，第一辑收录旧体诗词曲515首及挽联40联，第二辑收录新体诗59首，而第三辑收录悼词、祭词、誓词、散文诗等49篇。此书封面是当时中共中央主席华国锋所题。
所辑最著名的两首旧体诗如下：

| 一夜春风来， 万朵白花开。 欲知人民心， 且看英雄碑。——《浩气山河壮》九首之二，第一辑, 第8页 | 欲悲闻鬼叫， 我哭豺狼笑。 洒泪祭雄杰， 扬眉剑出鞘。——王立山，《扬眉剑出鞘》六首之一，第一辑，第11页 |

### 《革命诗抄》
另一部正式出版的诗集是七机部五〇二所、中国科学院自动化研究所《革命诗抄》编辑组编成的《革命诗抄》。